# 이우민
이우민(李雨珉, 1982년 5월 4일 ~ )은 전 KBO 리그 롯데 자이언츠의 외야수이자 전 센텀중학교 야구부 코치이다. 개명 전 이름은 이승화이다. 타격 능력은 떨어지지만 좋은 수비력을 가졌고, 수비 범위도 다른 선수에 비해 넓은 편이었다.

## 선수 시절

### 롯데 자이언츠시절
2001년에 2차 2라운드 지명을 받아 입단하였다. 2001년 ~ 2006년까지 주로 백업과 2군에서 많이 활동했다. 2007년은 그의 커리어 하이 시즌으로 처음이자 마지막으로 3할 타율을 기록했다. 2008년 이후에는 여러 차례 기회를 얻었으나 활약이 미미했고, 2011년에는 개막전 시작부터 5월 24일까지 무안타를 기록했다. 이후 2군에 갔다온 뒤 5월 29일에 유동훈을 상대로 시즌 첫 안타를 기록했다. 이 시즌 타율은 1할대였다. 이후 매 시즌마다 타격 능력이 안 좋았고, 찬스를 무산시켜 백업 및 2군에서 선수 생활을 했다.

### 상무 야구단시절
2003년 시즌 후 입대하였고 2005년 복귀하였다.

### 롯데 자이언츠복귀
2007년 3할 타자가 되며 올스타 외야수 부문에 선정됐으나, 올스타전 경기 전인 6월 2일 왼쪽 손목 부상으로 한 타석만 선 뒤 교체됐다.
2008년에는 주로 대수비와 대주자로 경기에 나오는 경우가 많았다. 포스트시즌에서도 삼성 라이온즈와의 준플레이오프 1차전에서 수비 중 발목을 다쳐 한 번도 타석에 서 보지 못하고 교체됐으며, 2008년 10월 20일 좌측 슬관절 반월상 연골 열상으로 서울 나우병원에서 왼쪽 무릎 연골 수술을 받았다. 2017년 시즌 후 FA프리에이전트 시장에 나왔지만 어느 팀의 선택도 받지 못했고 결국 2018년 2월 24일 은퇴를 선언했다.

## 야구선수 은퇴 후
2019년부터 롯데 자이언츠의 2군 코치로 활동했다가 다시 방출되었다. 2020년부터 센텀중학교 야구부 코치를 맡고 있다.

## 출신 학교
- 부산 수영초등학교
- 부산중학교
- 개성고등학교

## 통산 기록
| 연도 | 팀명   | 타율  | 경기  | 타수  | 안타 | 2루타 | 3루타 | 홈런 | 타점 | 득점 | 도루 | 4사구 | 삼진 | 병살 | 실책 |
| ---- | ------ | ----- | ----- | ----- | ---- | ----- | ----- | ---- | ---- | ---- | ---- | ----- | ---- | ---- | ---- |
| 2001 | 롯데   | 0.111 | 16    | 9     | 1    | 0     | 0     | 0    | 0    | 6    | 0    | 1     | 1    | 1    | 0    |
| 2002 | 롯데   | 0.188 | 49    | 154   | 29   | 5     | 1     | 1    | 10   | 15   | 2    | 19    | 47   | 1    | 0    |
| 2003 | 롯데   | 0.214 | 23    | 56    | 12   | 4     | 0     | 0    | 5    | 6    | 3    | 12    | 19   | 0    | 0    |
| 2006 | 롯데   | 0.188 | 89    | 112   | 21   | 5     | 0     | 2    | 12   | 12   | 7    | 8     | 42   | 0    | 1    |
| 2007 | 롯데   | 0.301 | 75    | 269   | 81   | 4     | 5     | 1    | 23   | 31   | 11   | 27    | 57   | 1    | 2    |
| 2008 | 롯데   | 0.214 | 87    | 145   | 31   | 1     | 3     | 1    | 13   | 27   | 4    | 13    | 31   | 6    | 1    |
| 2009 | 롯데   | 0.259 | 102   | 162   | 42   | 7     | 0     | 0    | 15   | 25   | 12   | 22    | 37   | 3    | 0    |
| 2010 | 롯데   | 0.244 | 92    | 82    | 20   | 4     | 1     | 0    | 9    | 13   | 2    | 6     | 16   | 0    | 1    |
| 2011 | 롯데   | 0.120 | 70    | 75    | 9    | 1     | 1     | 0    | 3    | 12   | 3    | 12    | 26   | 0    | 0    |
| 2012 | 롯데   | 0.214 | 65    | 84    | 18   | 2     | 0     | 1    | 5    | 12   | 1    | 12    | 21   | 0    | 0    |
| 2013 | 롯데   | 0.253 | 60    | 217   | 55   | 5     | 0     | 0    | 16   | 30   | 5    | 23    | 47   | 2    | -    |
| 2014 | 롯데   | 0.225 | 44    | 80    | 18   | 0     | 0     | 0    | 10   | 14   | 0    | 16    | 22   | 1    | 0    |
| 2015 | 롯데   | 0.227 | 75    | 141   | 32   | 4     | 0     | 4    | 18   | 18   | 2    | 16    | 43   | 2    | 0    |
| 2016 | 롯데   | 0.193 | 52    | 83    | 16   | 5     | 0     | 1    | 8    | 19   | 2    | 11    | 16   | 3    | 0    |
| 2017 | 롯데   | 0.254 | 104   | 185   | 47   | 5     | 1     | 4    | 21   | 35   | 2    | 25    | 38   | 6    | 2    |
| 통산 | 17시즌 | 0.233 | 1,003 | 1,854 | 432  | 52    | 12    | 15   | 168  | 275  | 56   | 223   | 463  | 26   | 9    |

## 참조
1. ↑  안희수 (2015년 1월 4일). “'개명 선수' 합류 이승화, 주전 도약 계기 될까”. 일간스포츠. 2015년 1월 4일에 확인함.